# Rudolph Wilhelm Krause der Ältere

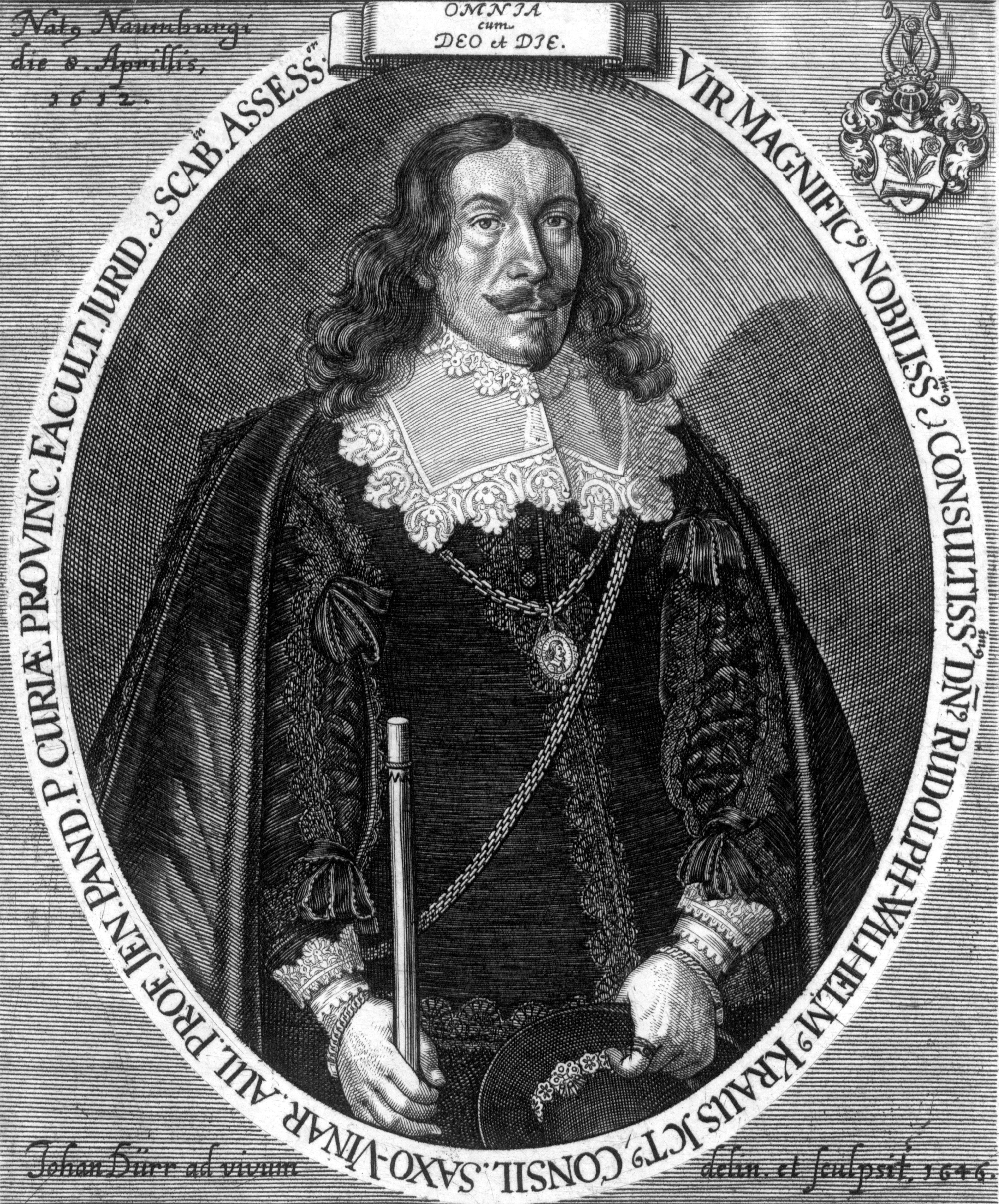
Rudolph Wilhelm Krause

Rudolph Wilhelm Krause der Ältere auch: Crause Krauss (* 8. April 1612 in Naumburg; † 10. Januar 1689 in Weimar) war ein deutscher Rechtswissenschaftler und Kanzler von Sachsen-Weimar.

## Leben
Krause war der Sohn des Stadtarztes und Oberbürgermeisters von Naumburg Peter Krause (* 26. März 1575 in Magdeburg; † 27. Juni 1657 in Naumburg) und dessen am 20. November 1604 geheiratete Frau Barbara Braun (* 7. Dezember 1583 in Naumburg; † 3. August 1616 ebenda), Tochter des Magisters Sixtus Braun. Ab 1623 besuchte er die Schule in Naumburg, welche unter der Leitung von Johannes Sixt stand. 1629 bezog er die Universität Jena, wo er zunächst die philosophischen Wissenschaften studierte. 1632 zog er an die Universität Wittenberg, wo er juristische Studien betrieb. Hier unterrichteten zu jener Zeit an der juristischen Fakultät Jeremias Reusner, Konrad Carpzov, Johann Strauch I. und Henning Große.
Nachdem er unter letzteren die Abhandlung de Tutela et Cura, Furto et Rapina, Postulando et Infamia, Procuratoribus et Defensibus, Negotiis gestis et Calumniatoribus, Negotiis gestis et Calumniatoribus, Pignoribus et Hypthecis etc. verteidigt hatte, kehrte er 1635 nach Jena zurück. Hier absolvierte er weitere juristische Studien und promovierte am 15. November 1638 zum Doktor der Rechte. Anschließend kehrte er nach Naumburg zurück, wo er als Advokat arbeitete. 1640 wurde er Syndikus in Merseburg, 1641 Advokat am Hofgericht in Jena und am 4. August 1643 Professor der Rechte in Jena. 1646 wechselte er als Hof- und Justizrat nach Weimar, dort wurde er 1658 Kanzler von Sachsen-Weimar, Konsistorialpräsident und Geheimrat, was er bis 1672 blieb. 1659 wurde er Mitglied der fruchtbringenden Gesellschaft, mit dem Gesellschaftsnamen der Bescheidene. Er wurde geadelt und wurde Erbherr von Mellingen.

## Familie
Krause verheiratete sich am 17. September 1639 mit Maria Wolf (* 2. April 1617 in Naumburg; † 18. Dezember 1681 in Weimar), die Tochter des Pankratius Wolf und dessen Frau Justina Sacer. Nach dem Tod seiner ersten Frau schloss er mit Susanna Catharina Ziegler, die Tochter von Paul Ziegler aus Ilmenau eine zweite Ehe. Aus erster Ehe stammen Kinder. Von diesen kennt man:
- Johannes Sixt Krause (* 4. Mai 1645 in Jena; † 4. September 1645 ebenda)
- Eleonora Justine Krause (* 14. Mai 1648 in Weimar; † 26. September 1655 ebenda)
- Peter Pancratius Krause (* 27. Februar 1641 in Naumburg; † 7. November 1693 in Weimar), Dr. jur. und Stadtsyndikus in Weimar
- Rudolph Wilhelm Krause der Jüngere (1642–1718)
- Justinus Theodorus Krause Dr. jur., Advokat in Weimar
- Dorothea Maria Krause

## Werke (Auswahl)
- Disputatio Juridica de Emphiteuteusi. Jena 1645 (Andreas Schwalb, books.google.de).
- Disputatio Iuridica De Defensione Necessaria seu Moderamine Inculpatae Tutelae ad l. ut vim. 3. D. de Iustit. & Iur. Jena 1645 (collections.thulb.uni-jena.de).
- Musa Votiva. Jena 1656 (collections.thulb.uni-jena.de).
- Ara Gratitudinis Et Devotionis Sincerae. Jena 1657 (collections.thulb.uni-jena.de).
- Violae Votivae, Quas Solennitati Diei Octavi Aprilis. Jena 1658 (collections.thulb.uni-jena.de).
- Jesus Strenae Loco Viro. Weimar 1660 (collections.thulb.uni-jena.de).